# ハヤブサ (プロレスラー)
ハヤブサ（1968年11月29日 - 2016年3月3日）は、日本の男性覆面プロレスラー、歌手。本名、および旧リングネームは江崎 英治（えざき えいじ）。熊本県八代市出身。最終所属FMW。血液型A型。

## 経歴

### デビュー
熊本商科大学（現：熊本学園大学）在学中に「プロレス研究会」に入り、学生プロレスを始める。大学は2年中退だが学生プロレスは4年間続けていた。1991年、プロレス研究会の同期である本田雅史（現：ミスター雁之助）と共に大仁田厚が代表を務めるFMWの入門テストを受けて合格。FMWの4畳一間の寮に雁之助と同部屋で暮らし、昼間はアルバイト、夜に練習をする生活を送っていた。当時より「若手の中では素質がズバ抜けていた」と師匠の大仁田は語っている。
1991年5月5日、アミーゴ・ウルトラと組んでパンディータ&上野幸秀（現：超電戦士バトレンジャー）戦でデビュー。1993年10月、海外遠征に出発してメキシコのWWAを中心に活動していたが、1994年4月に一時帰国して第1回スーパーJカップに出場。獣神サンダー・ライガーとの試合でインパクトを残してトップレスラーへの足がかりをつかんだ。
1995年5月5日、FMW川崎球場大会において大仁田の引退試合の相手を務め、電流爆破マッチに初挑戦。その後は「新生FMW」のエースとして団体を引っ張る立場となった。6月、大矢剛功とのタイトルマッチに勝利して大仁田由来のチャンピオンベルトの世界ブラスナックル王座を奪取するも、すぐに返上。FMWのトップ選手を集めたリーグ戦「グランドスラム」では、決勝戦に進出するも、ザ・グラジエーターに敗れ、準優勝となった。
1996年には肘がパンクしてしまい、手術のため長期離脱となるが団体のため短期間で強行復帰せざるを得なかった。5月の川崎球場には田中正人（現：田中将斗）と組んでメインイベントに登場したがテリー・ファンク&ミスター・ポーゴ組に敗れる。その後、傷心のため失踪というアングルを取って、8月末までリハビリのために欠場。10月、みちのくプロレスの両国大会に参戦して新崎人生に敗れた。12月の駒沢大会ではみちのくプロレスのザ・グレート・サスケと対戦し勝利した。しかし、この大会で大仁田が現役復帰したが、FMWはエンターテイメント重視の路線を取る荒井昌一社長とデスマッチ路線を志向する大仁田の方向性で割れることとなった。

### 全日本プロレス参戦
大仁田が全日本プロレス社長のジャイアント馬場に掛け合い、馬場がそれを認める形で全日本プロレスへの参戦が決まった。なお、川田利明の反対もあったが（川田は1997年2月の週刊プロレスのインタビューにおいて「馬場社長には大仁田さんに関わってほしくないんだよね…」と語っていた）、馬場はかつての愛弟子である大仁田の頼みを邪険に扱うことなく、ハヤブサの全日本参戦を承諾した（大仁田から直談判を受けた際、馬場は大仁田に「欲しいものがあったら言え」とだけ伝えたという）。そしてハヤブサは馬場同席で全日本参戦発表の記者会見まで馬場のお膝元であるキャピトル東急ホテルで開かれた（1997年3月3日）。
「'97チャンピオン・カーニバル」より全日本にスポット参戦。馬場には試合内容を高く評価され、気に入られたという。
全日本で人生とタッグを結成して小橋&志賀賢太郎組に勝利。FMWの川崎球場大会では、小橋&マウナケア・モスマン（現：太陽ケア）組と戦い、自らが小橋のラリアットに敗れた。年末には、人生とともに全日本プロレスの世界最強タッグ決定リーグ戦に参戦。強い格付け意識を押し出した当時のメジャー団体の中で、戦績は2勝7敗と振るわなかったが、多くの好勝負を展開。この年はFMWと全日本プロレスをまたにかけた活躍が評価され、年末のプロレス大賞で敢闘賞を受賞。
1998年4月、雁之助からFMW二冠統一王座を奪取して10月には格闘探偵団バトラーツの池田大輔とのタッグで冬木弘道&金村ゆきひろ（現：金村キンタロー）組から世界ブラスナックルタッグ王座を奪取。しかし、11月に冬木に敗れ、FMW二冠統一王座を失った。海外では、人生と共にECWに参戦。ロブ・ヴァン・ダム&サブゥー組が保持していたECW世界タッグ王座に挑戦。
1999年2月、全日本に参戦して人生とのタッグでアジアタッグ王座を奪取。その後、FMWで田中&黒田哲広相手にアジアタッグ王座防衛戦が行われた。
また、参戦時のエピソードとして全日本の道場で受け身の練習をしていたら入ってきた馬場が自分を見て首をかしげていたので「どうしましたか？」と聞くと「お前、受け身誰に教わった？」と訪ねられ「（ターザン）後藤さんです」と答えたら「そうか、後藤か･･･。いや、左右逆だなと思ってな」（つまり後藤が全日本時代受け身を左右逆に覚えていた）という話を自著に書いている

### H（エイチ）への一時的な改名
6月に当時FMWコミッショナーであった冬木からマスク剥奪勧告を受け、素顔に戻りH（エイチ）と名乗り活動。これは飛び技を主体とするファイトスタイルにより、着地の衝撃を支え続けた江崎の膝が限界に達していたと言う事情もあったらしい。11月に横浜アリーナで行われたFMW10周年記念興行では、2代目ハヤブサを名乗る雁之助と戦い、フェニックス・スプラッシュで勝利。
2000年からは再びリングネームをハヤブサに戻した。ハリウッドで製作されたプロレス映画『Backyard Dogs』に、本人役で出演するために渡米。WAR後楽園大会で天龍源一郎と対決した。11月には腕の再手術を決意、2度目の長期欠場に入った。
2000年には田口トモロヲ主演の映画『Mask DE 41』に架空のマスクマン、レッド・ファルコン役で出演するが、その直後に起きた映画制作会社であるサンセントシネマワークスの解散と新会社ランブルフィッシュ設立等のため、映画が公開されたのは2004年のことだった。

### 頸髄損傷と歌手への転身
2001年5月の川崎球場大会で欠場から復帰してサスケとタッグを結成し雁之助&黒田組に勝利。10月22日、後楽園ホールの対マンモス佐々木戦でハヤブサは試合中のアクシデント（ラ・ブファドーラの失敗）により頸髄を損傷する重傷を負った。ハヤブサは治療とリハビリに臨むために長期・無期限の休業を余儀なくされた。その後、血の滲むような地道なリハビリにより、自力で立ち上がり、補助付きで歩けるまで回復。
2002年8月、WMF旗揚げにあたりコミッショナーに就任するが、その後、離脱して個人事務所「隼計画」を設立してGOEMONと共に所属した。歩行が困難な状況ながら、「お楽しみはこれからだ!」と宣言した。
2003年、平井堅の「LIFE is...」のPVに出演。
2004年には、2館のみで上映の映画『倍音―ばいおん―』にも出演、歌手のみのや雅彦、GOEMONとTRIPLE FIGHTというトリオを結成し、歌手としてライブハウスやプロレス会場で活動。
2006年からは舞台俳優としての活動も始め、市川博樹主演の『天野真一物語』『飛行機雲』などに出演した。
2009年1月24日には自身のプロデュース興行である「ハヤブサ プロデュース フェニックス」を開催した。
2014年にはプロレスラーとしての復帰は諦めておらず、杖を使って約200メートル歩けるまでに回復していった。「5年後（2019年）、レスラーとして再びリングに立ちます」と宣言した。
2015年8月23日、日本テレビ系列『24時間テレビ 「愛は地球を救う」』に出演。番組の企画でレスラー仲間とテンカウントゴングを行ったがその際、引退するかのような演出が成されてしまうことになった。ハヤブサは引退を否定しており、「リスタートのためのケジメ」という意図であり、番組中も博多大吉が「引退じゃないです」とコメントしたが誤解を招く演出となった。

### 逝去
2016年3月3日、夜にライブ出演を予定していた居酒屋に現れず、連絡も取れなかったため心配した店主が通報したところ、4日午前2時頃に自宅のベッドで死亡している状態で発見された。死因はくも膜下出血。ハヤブサの訃報と詳細は死亡が確認された4日のうちに、所属事務所によって発表された。47歳没。新日本プロレス・全日本プロレスなど参戦した多くの団体で追悼イベントが行われた。

## 得意技
ヘビー級時代でも数々の高難易度な飛び技を使いこなしつつ、デスマッチもこなす希有な存在であった。また入場のリングイン時には、トップロープを両足開脚し飛び越えて入場し、魅せている。

### フィニッシュ・ホールド
ファイアーバード・スプラッシュ
いわゆる450°スプラッシュ。リング内を向いてトップロープに立ち、そこから前方に宙返りしながら寝ている相手をプレスする技。
フェニックス・スプラッシュ
リング外を向いた状態でトップロープに立ち、そこから半ひねりを加えながらのファイヤーバード・スプラッシュ。非常に難易度の高い飛び技である。初代タイガーマスクが考案、獣神サンダー・ライガーが完成させて道場で公開、ハヤブサが実戦向けの技に昇華させ、現在では多くのジュニア戦士達に引き継がれている。なお、前述の通り技を完成させたのはライガーであり「スターダスト・プレス」と命名していたが、ハヤブサが先に試合で使用し新たな名をつけたためライガーは後に別アレンジを加えて実戦使用している。
ファルコン・アロー
ブレーンバスターの体勢で相手を抱え上げ、振り向いて正面に向かい合うような形になり、そこから開脚ボムの要領で背中から落とす技。相手を持ち上げつつ反転させて、正面に向かい合うような形になって仕掛けることもあった。凱旋帰国の際に小橋のオレンジクラッシュを参考に考案した。現在この技の使い手は多いが、元祖はハヤブサである。ハヤブサの友人関係にある金本浩二も使用している。
大一番や強敵相手には垂直落下式や旋回式も時折見せていた。

### 飛び技
ラ・ケブラーダ
ロープの反動を利用してエプロンからリング外の相手に放つ飛び技。
ラ・ブファドーラ
ダウンしている相手に対して、セカンドロープに飛び乗って後方回転してプレスする技。ロープ飛び乗り式のムーンサルト・プレス。
下記のトペ・アトミコで飛んだ後に勢いに乗せて立ち上がって反対側のロープに飛び乗り、連続で使用することが多かった。マンモス佐々木との試合でこの技を繰り出そうとした際にロープから足を滑らせ頭から落下、頚椎損傷の重傷を負ってしまった。
トペ・アトミコ
ダウンしている相手に対して、ロープの反動を利用してエプロンからリング内に前方回転で飛び込み、後頭部あたりから相手の上に落ちていく飛び技。
ローリング・セントーン
ハヤブサに変身した初期から使用している技。コーナー上から後ろ向きにジャンプし、空中で捻りを加えながら正面に向きを変えつつ、前方回転して背面や臀部、または後頭部あたりから寝ている相手の上に落下する技。コーナートップやセカンドロープに飛び乗って敢行することも多い。
トペ・コンヒーロ
トップロープを飛び越えて放つ前宙から背面を相手にぶつける技。1994年のライガー戦で、ライガーの入場時にガウンを着たまま場外へ飛び奇襲を仕掛け、話題をさらった。
対角線式トペ・コンヒーロ
リングの対角線を走って、場外にトペ・コンヒーロを見舞う。

### 投げ技
Hエッジ
相手の脇下にもぐりこんで、相手の体を持ち上げ、叩きつける。ザ・ロックのロック・ボトムと同じ要領だが、タイツを掴んで持ち上げる点や、持ち上げた後に旋回して叩き付けることもあった点が異なる。H時代に払い腰をヒントに編み出された。
Hサンダー
ボディ・スラムの体勢で持ち上げて自分の右サイドに頭から垂直に落とす。
三沢のエメラルド・フロウジョンと似ているが、右腕で相手の股下を、左腕で相手の胴をクラッチしている点が異なる。
Dフェニックス
相手をオクラホマ・スタンピードのように持ち上げて持ち方を変えてサイドに落とす。
素顔のH（エイチ）からハヤブサに戻った頃から使用し始める。
ドラゴン・スープレックス
投げっぱなし式も使用。
タイガー・スープレックス
上記同様、こちらも投げっぱなし式も使用していた。クラッチは三沢式。
タイガー・ドライバー
前屈みにさせた相手の正面に立って、相手の両腕を自身の両腕でそれぞれ絡み取る。そのまま相手を持ち上げて、腕を支点にして相手を上下反転させる。同時に相手の腕のロックを外して相手の腰を両腕で抱え込み、自身は両足を前方に開脚してジャンプ。そのままマットに相手を背面から叩き落とすと同時に、自らは尻餅状態で着地し、そのままエビ固めでピンフォールする。
タイガードライバー'91
上記のタイガードライバーで持ち上げたあと、腕のロックを外さずに相手を頭部からマットへ真っ逆さまに落とす技。冬木弘道やミスター雁之助などが相手で、なおかつここ一番のときにしか出さない秘密兵器。

### 打撃技
フライング・ニールキック
助走をつけてジャンプし後方に旋回して決める後ろ回し蹴り。コーナーポストからのダイビング式やロープに飛び乗って決めるスワンダイブ式も時折使用していた。
旋風脚
変形スクリュー・ハイキック。フライング・ニールキックのようにジャンプして後方に旋回し、さらにもう半回転させ、踏み切った軸足を跳ね上げて、その足の甲側で蹴る技。
アッパー掌底
ファルコン・アローに入る前に使用するほか、エプロンでの攻防の最中や場外乱闘の最中など、試合の流れを自分の方向に変える際に使用することが多い。

## タイトル歴
FMW
- FMW二冠統一王座（世界ブラスナックル王座、インディペンデントワールド世界ヘビー級王座）
- 世界ブラスナックルタッグ王座（w/田中正人、w/池田大輔）
- 世界ストリートファイト6人タッグ王座（w/田中正人&中川浩二、w/田中正人&大矢剛功）
- WEWタッグ王座（w/ミスター雁之助、w/黒田哲広）
- WEW6人タッグ王座（w/黒田哲広、w/GOEMON）

全日本プロレス
- アジアタッグ王座（新崎人生）

プロレス大賞
- 敢闘賞（1997年）
- 特別功労賞（2016年）

その他
- フロリダヘビー級王座
- PCWFヘビー級王座
- FWAライトヘビー級王座
- 2025年イギリスにてWCWプロレス世界殿堂入り

## 入場テーマ曲
- 「FIGHT WITH DREAM Ⅱ」

## 人物
子供時代はいじめられっ子だったことを公表していた。また、イラストが上手で自身のマスクや衣装は勿論、FMWの選手バスのデザインを担当した。ハヤブサのマスクデザインは東映の時代劇特撮の『変身忍者 嵐』を参考にした。メキシコ修行時は試合間隔が空いたこともあった為、日本人選手の衣装やマスクのその他アドバイスなども行なっていた。
ミスター雁之助に語った話として、高校の頃は自転車で登校する最中に気に入った女の子を見付けるとナンパのためわざとぶつかって転んでいた。柔道で受け身は得意だったとはいえ危険な行為ではあるが、本人曰く転ぶ角度まで全て計算していたそうで「大丈夫ですか？」と声を掛けてきた女子を「お持ち帰り」するのはかなりの成功率だったという。
東京ドームにおいて日本ハムファイターズの始球式を務めた日以来から、チームの北海道移転後も日本ハムのファンでもあった。
学生プロレス時代に、雁之助と共にTBSテレビで放送された『クイズダービー』に出演している。しかし当時名乗っていた「肥後ずいき」というリングネームが放送コードに引っかかるため、「馬刺しおてもやん」とコールされた。
一般女性と1997年に結婚し二女をもうけたが、2004年に離婚している。
マスクマンでありながら正体を公表し、素顔を見せることもあった。また、結婚や娘の誕生といったプライベートな事柄も全て隠さずマスコミに話していた。ファンサービスに関しても、完全プライベートな素顔の状態でファンに声を掛けられたときも笑顔で写真撮影に応じている。「公然の秘密」であっても正体を隠す事が多いマスクマンとしては、異例の存在といえる。
盟友のミスター雁之助によれば、ハヤブサが亡くなった後、今も遺骨は墓に納骨されておらず、現在も母親の暮らす実家に安置されているという。2022年3月7日の雁之助のツイートでは七回忌のお参りのため、ハヤブサの実家に訪れた時も母親と一緒だったとハヤブサの母親とツーショットで映った写真とともに報告している。また、2022年5月に配信された雁之助本人のYouTubeチャンネルによると、ハヤブサが亡くなった後、当時所属していた芸能事務所が葬儀を取仕切り、火葬のみで葬儀は行わない事を発表したが、雁之助やハヤブサの遺族たちが納得せず、雁之助やハヤブサの知人で九州で介護施設や葬儀社を営む実業家が協力を申し出て、霊柩車を九州から東京まで飛ばし遺体を引取り、地元で葬儀を行ったと発言している。

## 交友関係
ミスター雁之助は同郷かつ大学の学生プロレス時代からFMW時代を通じての付き合いであり、リングでは激しく敵対したものの生涯を通じて最も親しい友人の一人であった。また雁之助はハヤブサが死去した後、地元八代での通夜・告別式（家族葬）に参列して最後を見送った。
新崎人生もハヤブサを弟分とも慕う関係であった。「コンビを組んでいた頃は一度もいがみ合うことがなかった唯一の選手であった」と後に人生は語っており、雁之助と共に現役レスラーとして家族葬となったハヤブサの通夜・告別式に参列した。この他にも、2022年5月に配信された雁之助本人のYOUTUBEチャンネルによると、視聴者からの質問に答える形で、家族葬には雁之助と人生だけでなく、超電戦士バトレンジャーとドラゴン・キッドの2人も葬儀場に駆け付けており、現役レスラーとして葬儀に参列していたことを明かしている。
博多大吉とは番組での共演で知り合い、ハヤブサが頸椎損傷の後、2002年に福岡の番組に大吉には内緒で出演していた。車椅子に乗って出てきた時点で大吉は本番中にもかかわらず号泣してしまい、それを見たハヤブサは「ねぇ大ちゃん、挨拶ぐらいしようよ」と、笑いながら明るく話しかけたほどの間柄であった。また、2015年の『24時間テレビ「愛は地球を救う」』のテンカウントゴング企画においても、ハヤブサと共に出演した。
1997年には石井竜也のデザインによるコスチュームで試合を行った（7月27日）。ハヤブサは米米クラブデビュー当時からの石井のファンで、コスチュームデザインをきっかけに交友も生まれた。また、2015年の『24時間テレビ「愛は地球を救う」』のテンカウントゴング企画でも石井と共演している

## 著書
- 『ハヤブサ降臨 そして不死鳥はよみがえる』（2002年10月、徳間書店）ISBN 978-4198615932

その他 プロレスアルバム『ハヤブサ』

## テレビ出演
- BSマンガ夜話『1・2の三四郎』（1999年3月10日 NHK BS2） - ゲスト出演。
- 『24時間テレビ 「愛は地球を救う」』（2015年8月23日、日本テレビ系列）